# Bymainiella terraereginae
Bymainiella terraereginae es una especie de Arachnida del género Bymainiella, de la familia Hexathelidae, del orden de las arañas. Es una araña pequeña, el holotipo mide 22 a 28 milímetros (0,9 a 1,1 plg). Tiene uno de los estados más plesiomórfico de cualquier arácnido conocido.

## Distribución
Bymainiella terraereginae se distribuye de manera endémica por Australia (sur de Queensland y Nueva Gales del Sur). Son arañas depredadoras terrestres que construyen refugios de tubos de seda debajo de rocas y troncos. La localidad tipo es el parque nacional Lamington.

## Taxonomía
Fue descrita científicamente por Robert John Raven en 1976. La especie es el tipo de un grupo de especies que include especies concentradas en Australia.
Tratamiento taxonómico
La especie aparece registrada y publicada en A new spider of the genus Hexathele Ausserer (Dipluridae: Mygalomorphae) from Australia. Proceedings of the Royal Society of Queensland número 87, en las páginas 53 y 61 (1976).